# Google Groups
Google Groups là một dịch vụ miễn phí từ Google nơi mà nhóm các người dùng có thể thảo luận về các sở thích chung. Người dùng Internet có thể tìm thấy các cuộc thảo luận liên quan đến vấn đề họ quan tâm và tham gia vào các đoạn đối thoại, thông qua cả giao diện web của Google Groups hoặc qua thư điện tử. Người dùng có thể tạo một nhóm mới. Google Groups cũng tập hợp cả những kiểu đăng bài của người dùng newsgroup của những năm 1981 và hỗ trợ đọc và đăng bài trong các nhóm Usenet. Người dùng có thể đăng ký nhận danh sách thư điện tử để đọc và lưu ở bất kỳ đâu.